# 大阪府立狭山池博物館

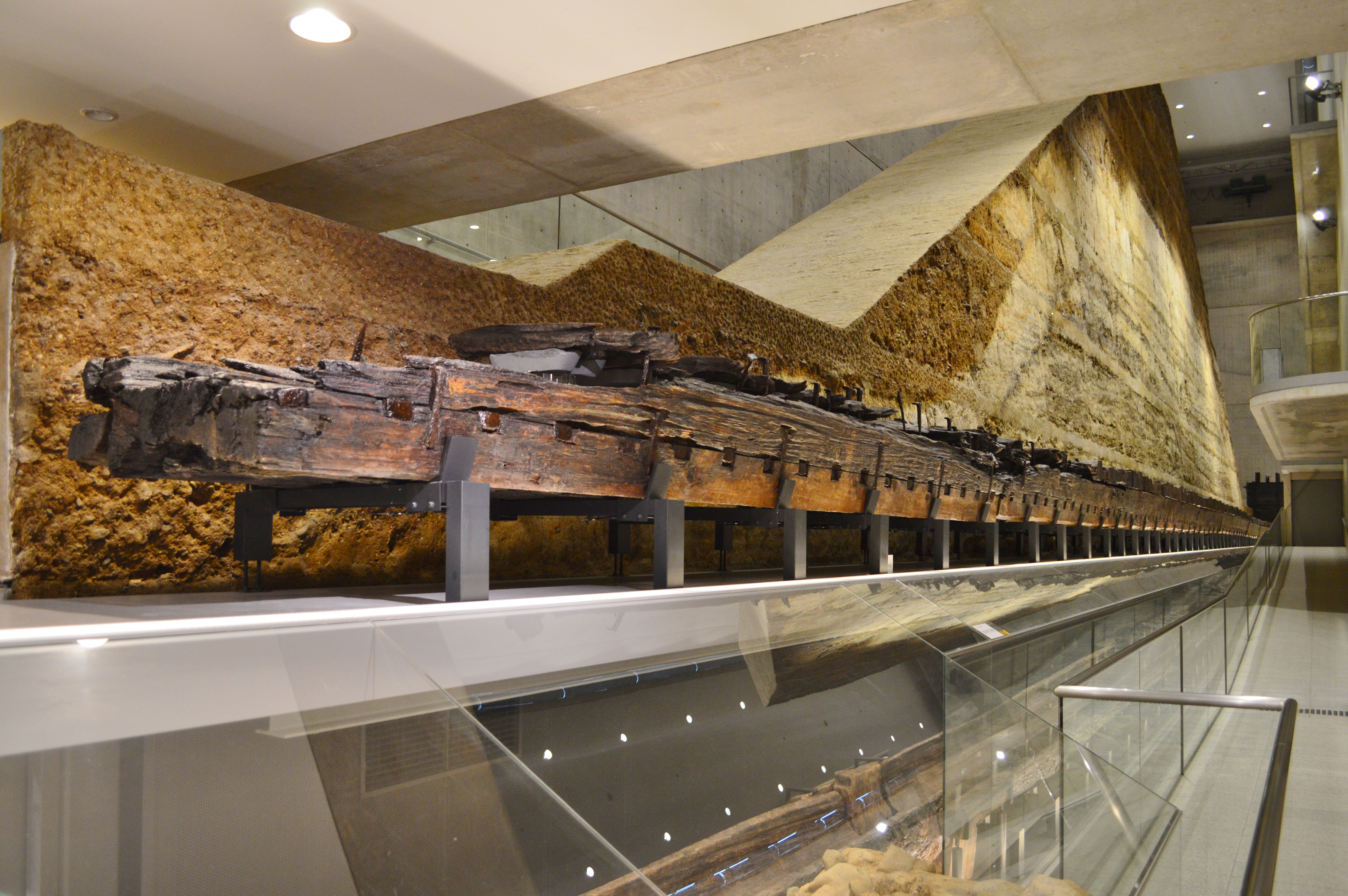
代表的な展示物である「北堤の断面」（実物：上）、「桶管」（江戸時代のもの：中段）および「桶管」（飛鳥時代のもの：下段のショーケース内）

大阪府立狭山池博物館（おおさかふりつさやまいけはくぶつかん）は大阪府大阪狭山市にある博物館。同時に、各種講演会やイベントの開催地、生涯学習の場としての、大阪府中南部エリアの拠点文化施設である。

## 概要
1,400年の歴史を刻む日本最古のダム式ため池である狭山池と一体化した親水空間を有する土地開発史専門の博物館。土木遺産の保存と公開を目的として、2001年3月28日に開館した。
建物内部に巨大な堤の断面を丸ごと移築展示するなど、特徴的な展示がなされている。展示設計は乃村工藝社。
常設展示室では、時代順に7つのゾーンに分けて、水と大地との関係性を狭山池と出土文化財を中心にわかりやすく展示している。また、東アジア地区の土地開発に関する資料・情報の収集・公開を行い、東アジアの土地開発史研究機関としての役割をも担う。
建物設計は安藤忠雄。建物全体はコンクリート打ち放しの巨大な直方体であり、地域のランドマーク的存在。狭山池全体から見渡すことができる。エントランスから建物入口までに水庭があるほか、壁面に滝が設けられており、親水空間となっている。建物内部には巨大な堤の断面や取水塔を収納展示しており、吹き抜けが多用されている。

## 沿革
- 1988年 - 西除川・東除川流域の治水対策として、既存ため池であった狭山池に洪水調節機能を持たせるため、治水ダム化工事に着手。以降多数の出土品を確認。
- 1990年 - 歴史的ダム保全事業に採択。
- 1994年6月～1997年3月 - 設計。
- 1997年7月～2001年3月 - 施工。
- 2001年3月28日 - 大阪府の管理運営として開館。
- 2002年 - 狭山池公園完成。
- 2009年4月 - 大阪府・大阪狭山市・狭山池まつり実行委員会の三者協働運営となる。
- 2009年6月30日 - 大阪狭山市立図書館北側にあった大阪狭山市立郷土資料館が本館2階に移転[1]。

## 施設
- 常設展示室
  - 第1ゾーン : 狭山池への招待 - 高さ約15m、幅約60mの堤の断面を移築展示。
  - 第2ゾーン : 狭山池の誕生 - 飛鳥時代の下層東樋(重要文化財)と江戸時代の上層東樋(重要文化財)を展示。
  - 第3ゾーン : 古代の土地開発と狭山池 - 奈良時代の下層東樋(重要文化財)を展示。
  - 第4ゾーン : 中世の土地開発と狭山池 - 重源狭山池改修碑(重要文化財)を展示。
  - 第5ゾーン : 近世の土地開発と狭山池 - 江戸時代の中樋(重要文化財)と木製枠工(堤の基礎を補強する木組)を移築展示。西樋取水部材(重要文化財)を展示。
  - 第6ゾーン : 明治・大正・昭和の改修 - 取水塔を移築展示。
  - 第7ゾーン : 平成の改修 - 現在の洪水調整機能と役割について解説。
  - 第8ゾーン : どぼくランド - ダム建設など土木事業の紹介。
- 特別展示室
- 大阪狭山市立郷土資料館
- カフェテラス　Sayama History Cafe

## 文化財

### 重要文化財（国指定）
- 大阪府狭山池出土木樋・重源狭山池改修碑（考古資料）
下層東樋2基分、上層東樋1基分、中樋取水部材34点、西樋取水部材17点、重源狭山池改修碑（西樋取水部材に転用）からなる一括遺品。重源狭山池改修碑には重源による狭山池改修の契機やその内容が刻まれており、建仁二年（1202年）の年紀がある。2014年8月21日指定[2][3]。

### 大阪府指定文化財
- 有形文化財
  - 狭山池石樋蓋（考古資料） - 1989年（平成元年）3月1日指定[3]。

### 大阪狭山市指定文化財
- 有形文化財
  - 狭山池中樋放水部の石棺群 7基（考古資料） - 2010年（平成22年）2月24日指定[3]。

## 利用情報
- 入館料 : 無料
- 開館時間 : 10時 - 17時（入館は16時30分まで）
- 休館日 : 毎週月曜日（月曜日が祝休日の場合は翌日）、年末年始(12月28日～1月4日)
  - 大型遺構や各種電気設備のメンテナンスのため、毎年2月中旬に1週間程度の閉館有り。

## 交通アクセス
- 南海高野線 大阪狭山市駅から徒歩約10分（約700m）
- 大阪狭山市循環バス（コミュニティバス） 「狭山池博物館前」下車
- 国道310号「池の原中」交差点より北東へ約700m
  - 大型バス・車いす利用者用の無料駐車場あり。（大型バス利用は事前連絡要）
  - 一般車両は少し西にある、狭山池の北堤駐車場（無料）。

## 建物ギャラリー

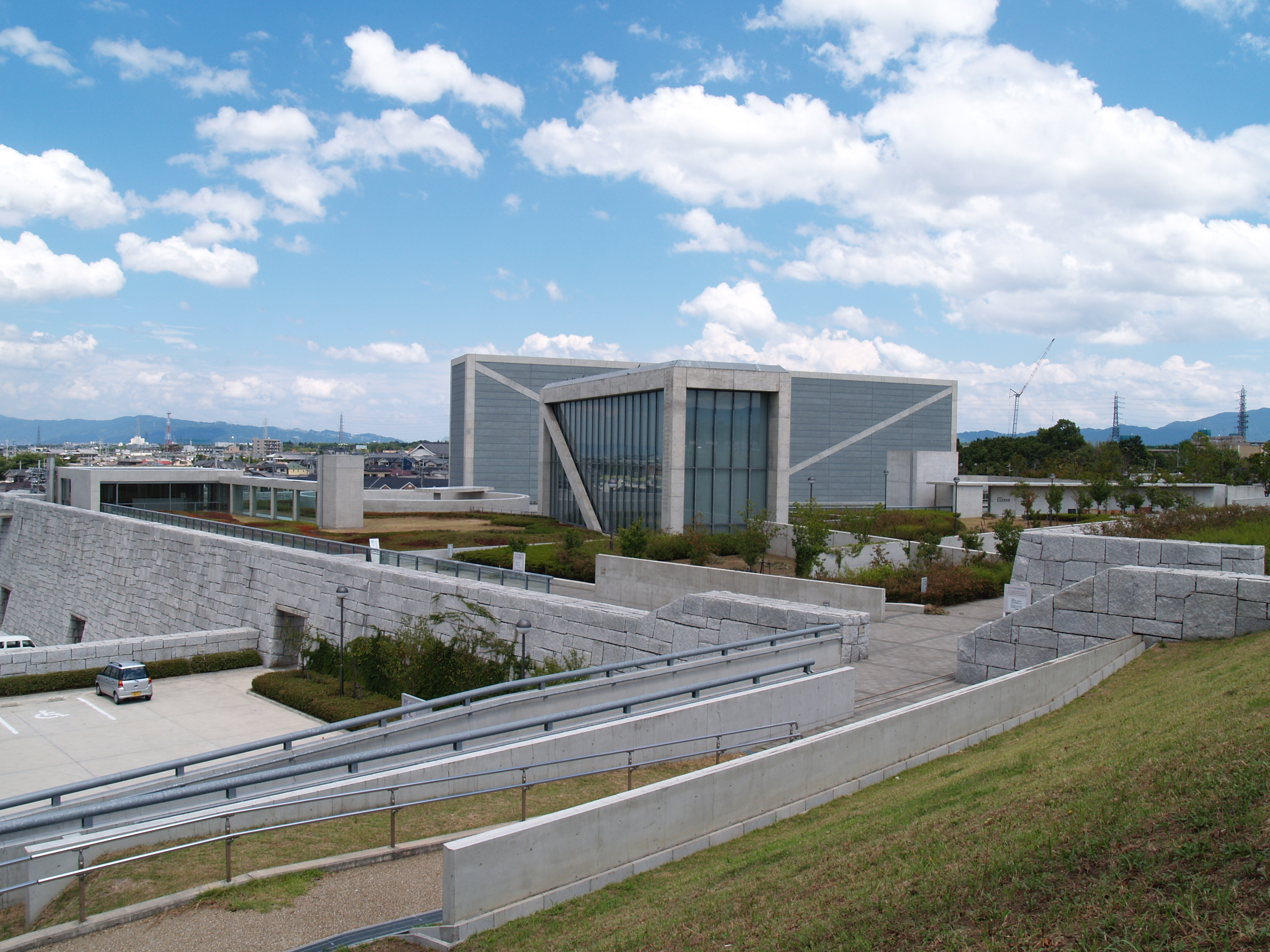
建物全景
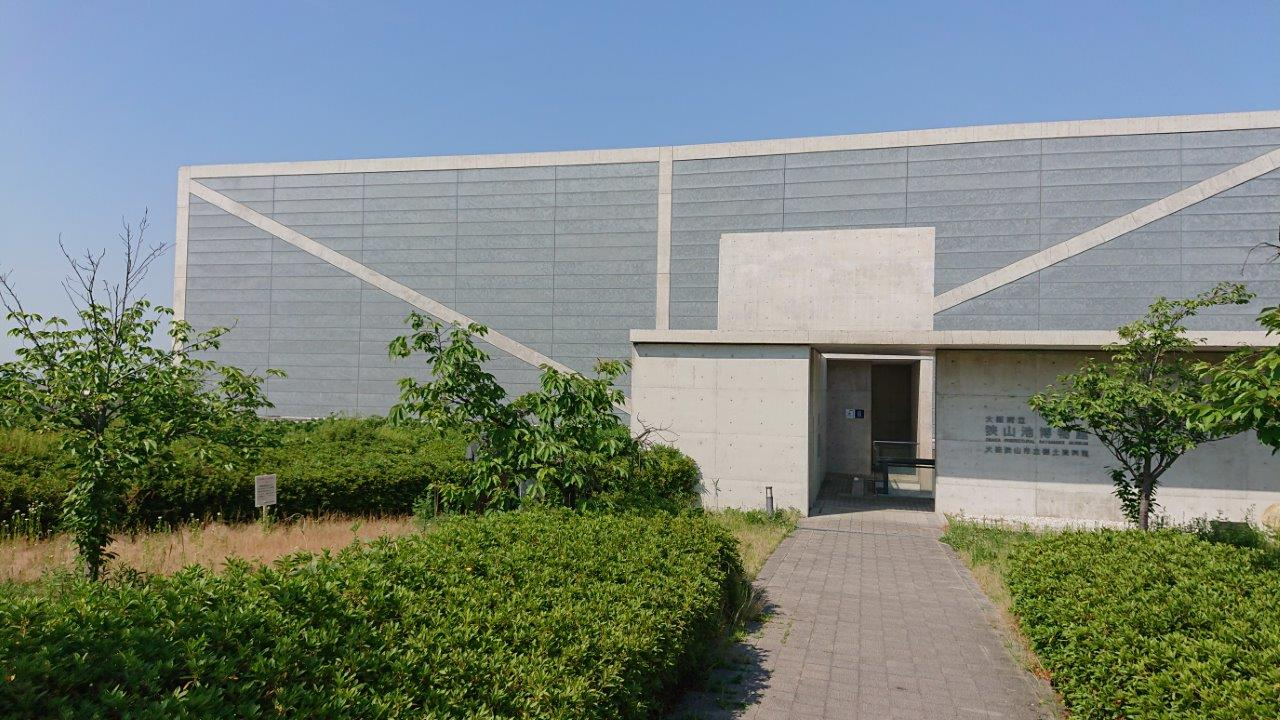
エントランス
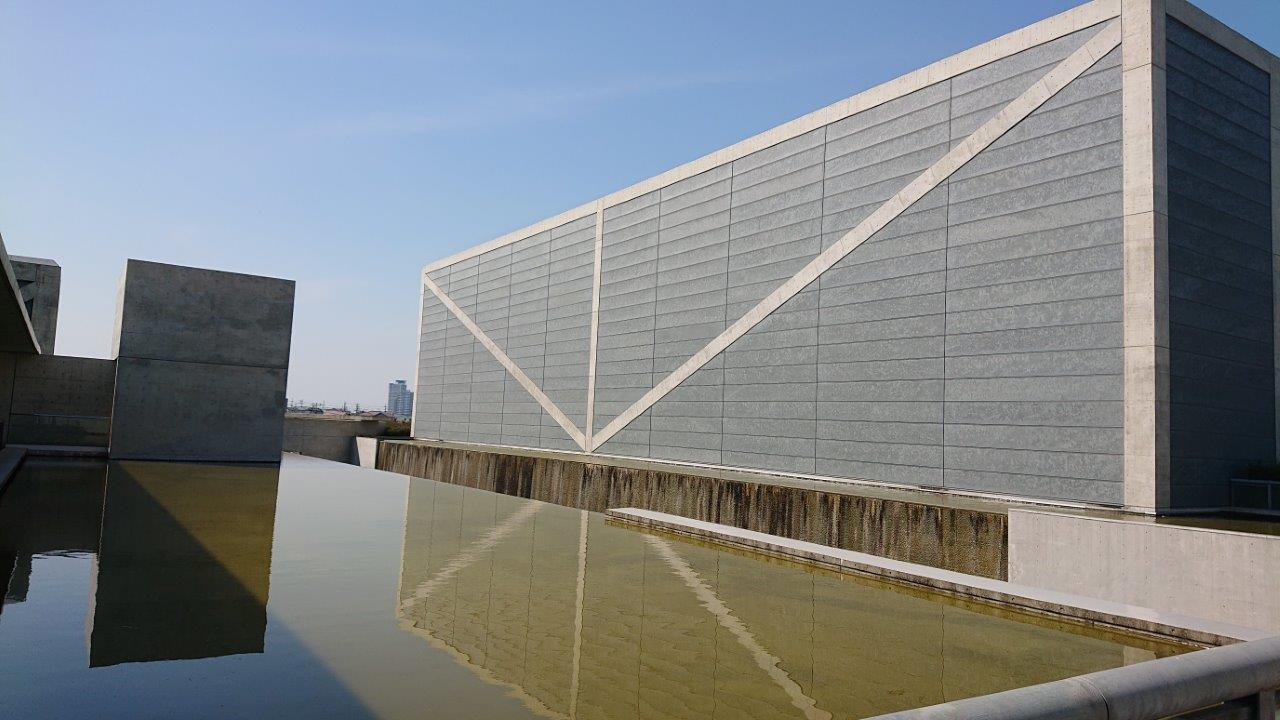
水庭
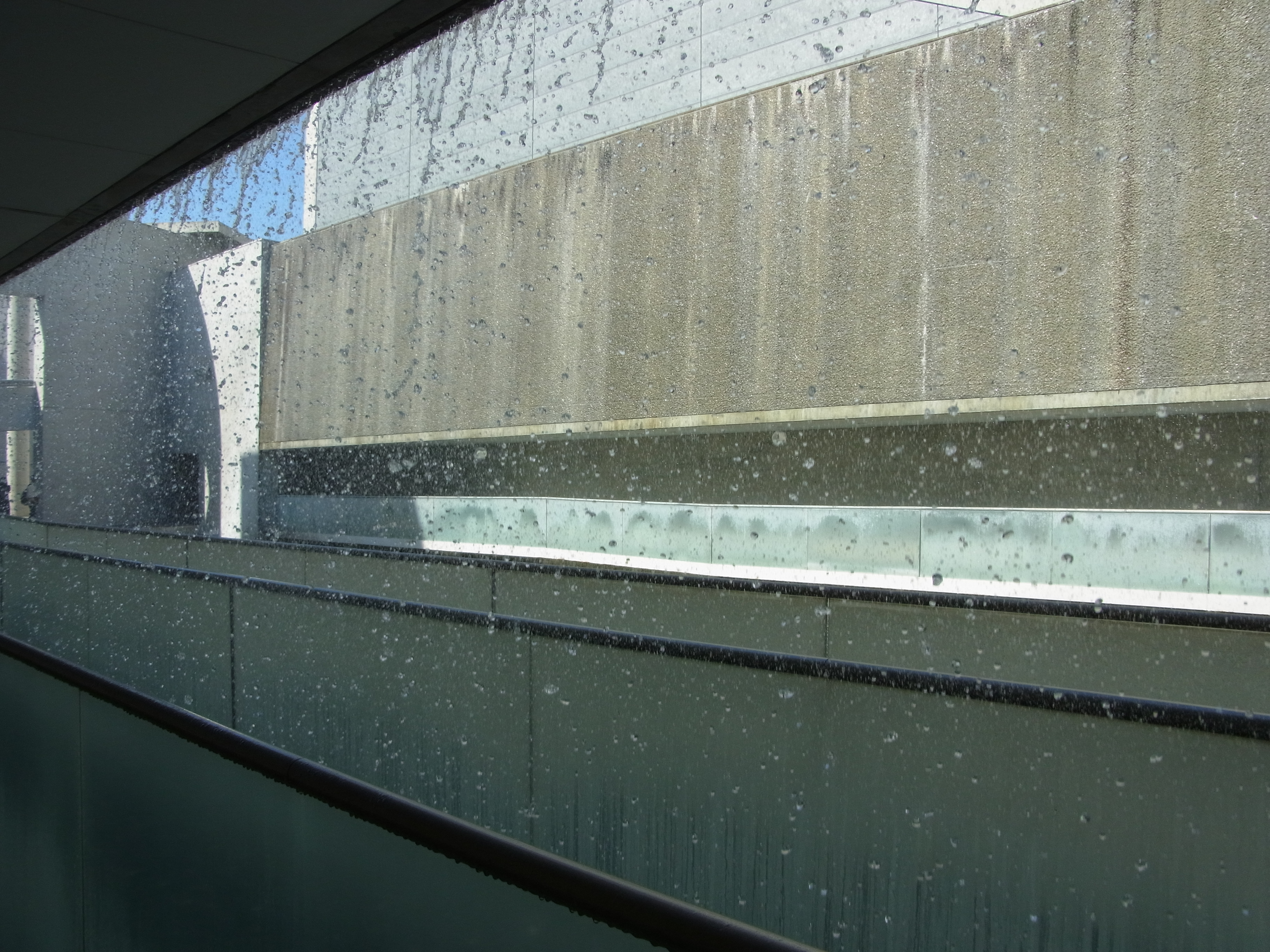
壁面の滝
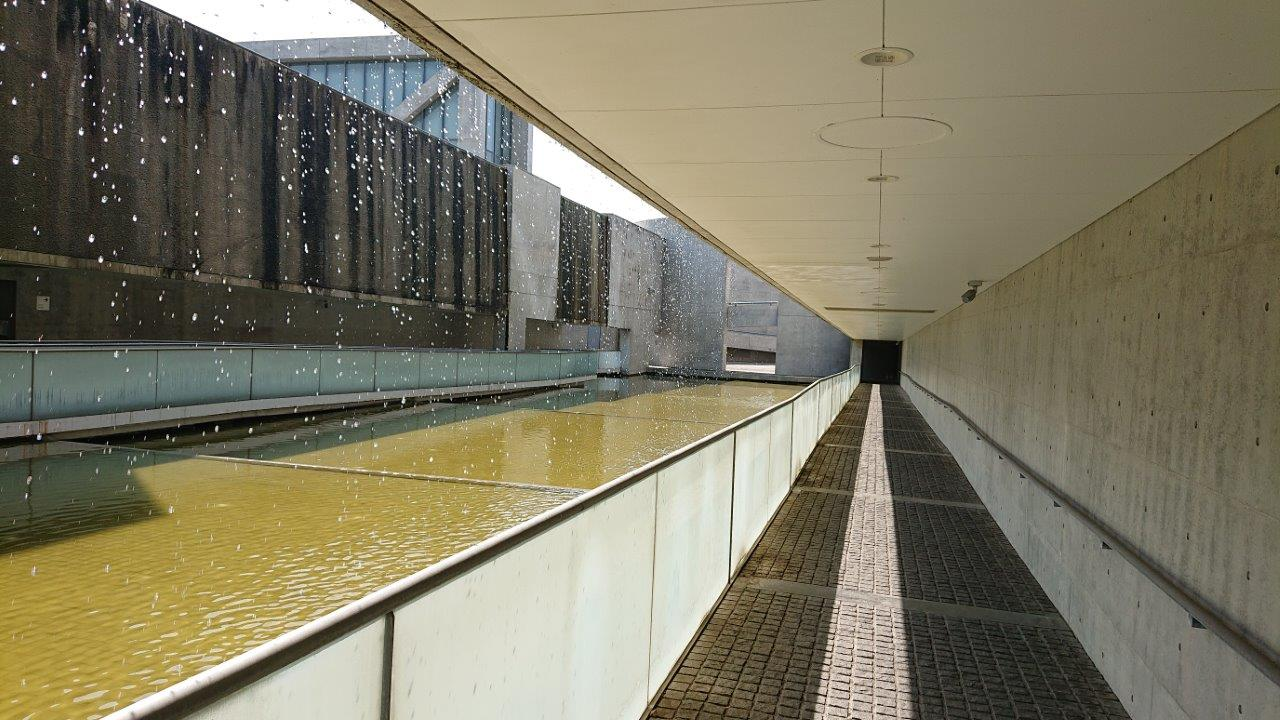
壁面の滝と通路
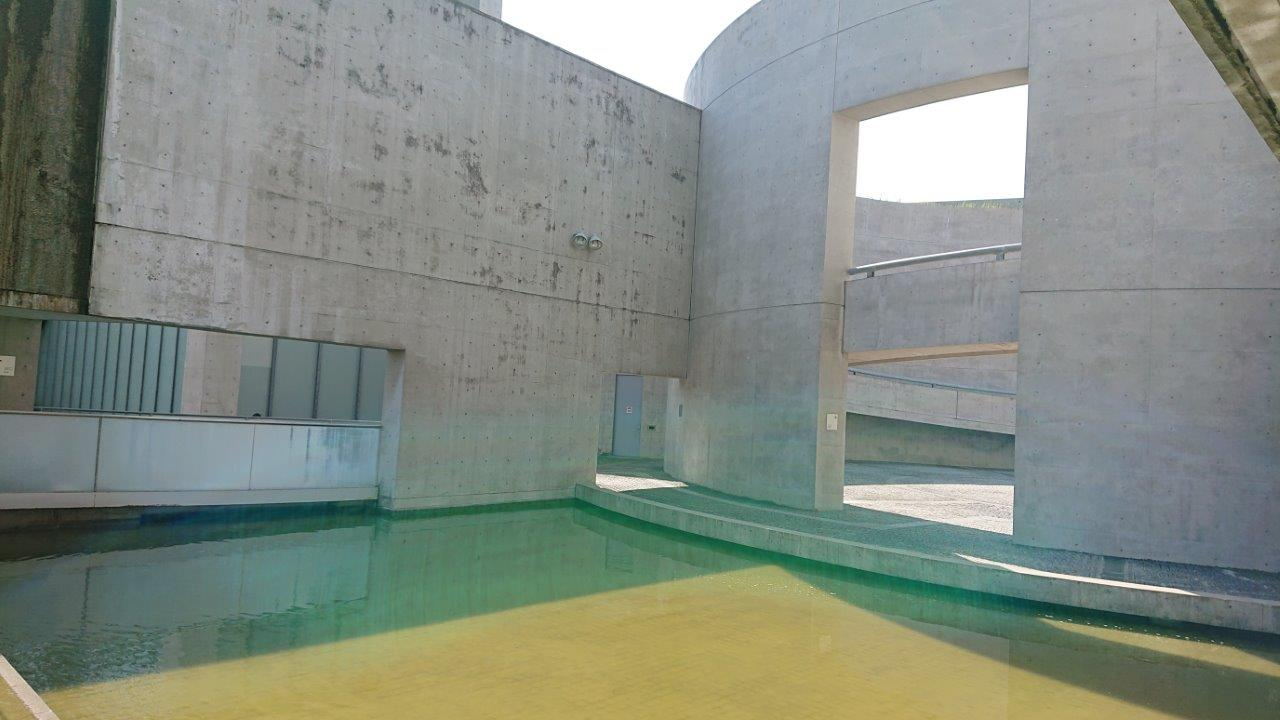
水庭とコート
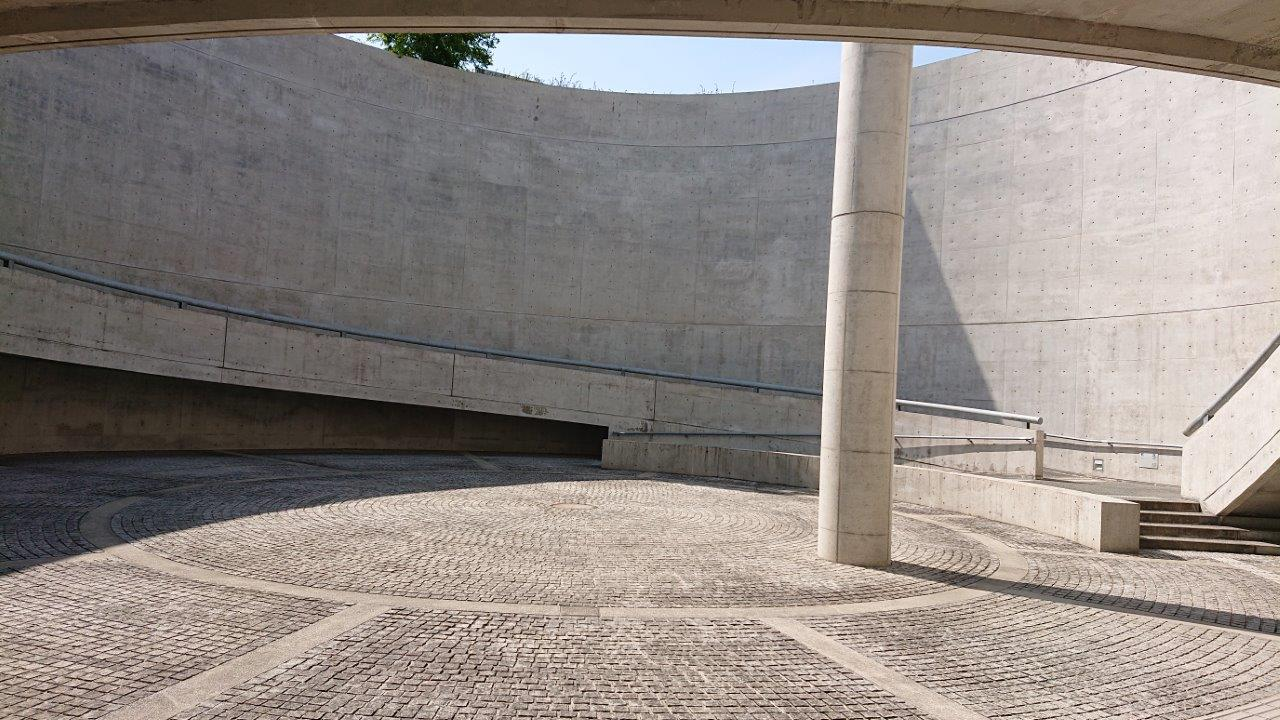
コート
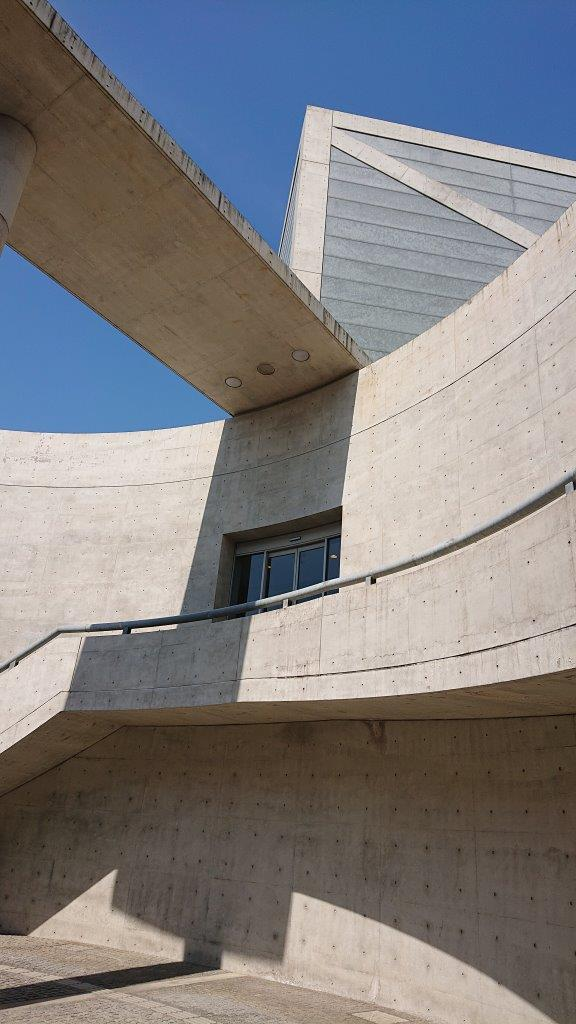
建物入口
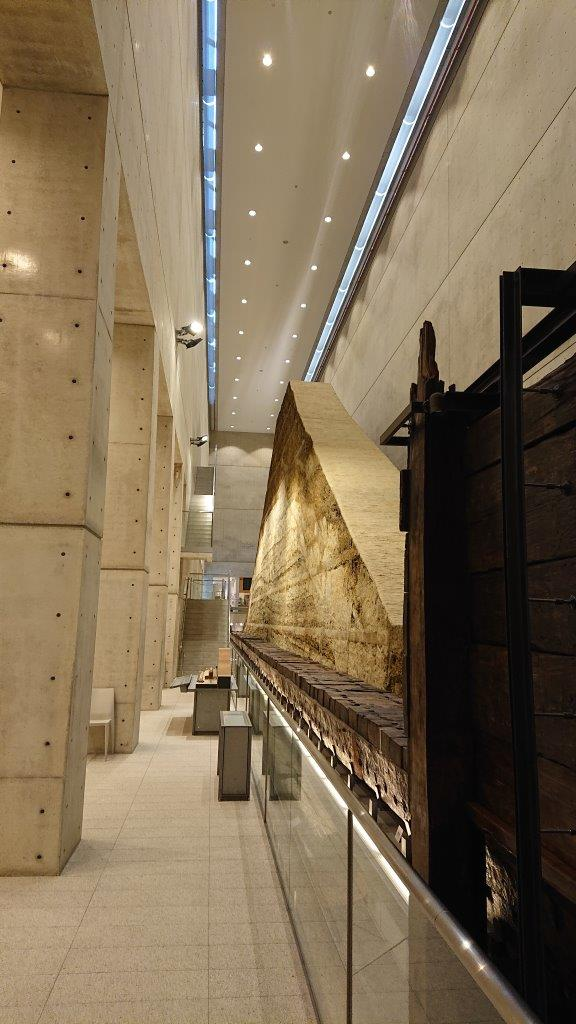
館内（堤体展示付近）
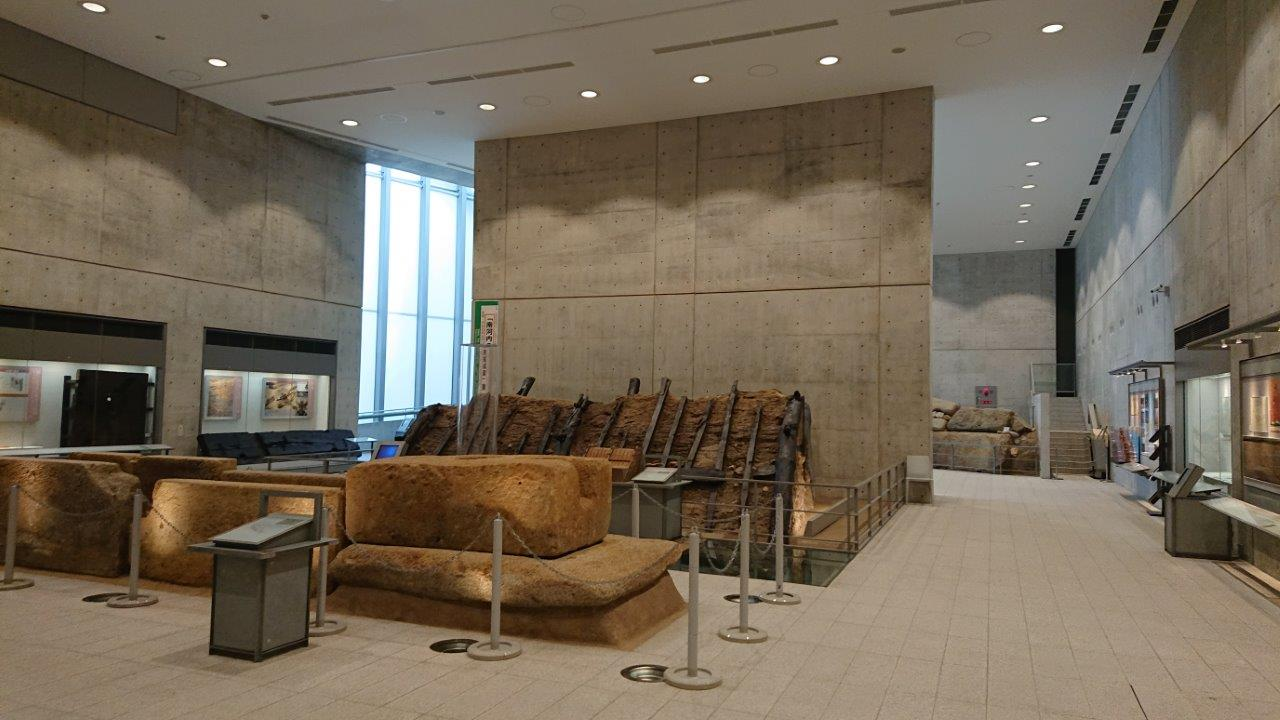
館内(木製枠工付近)
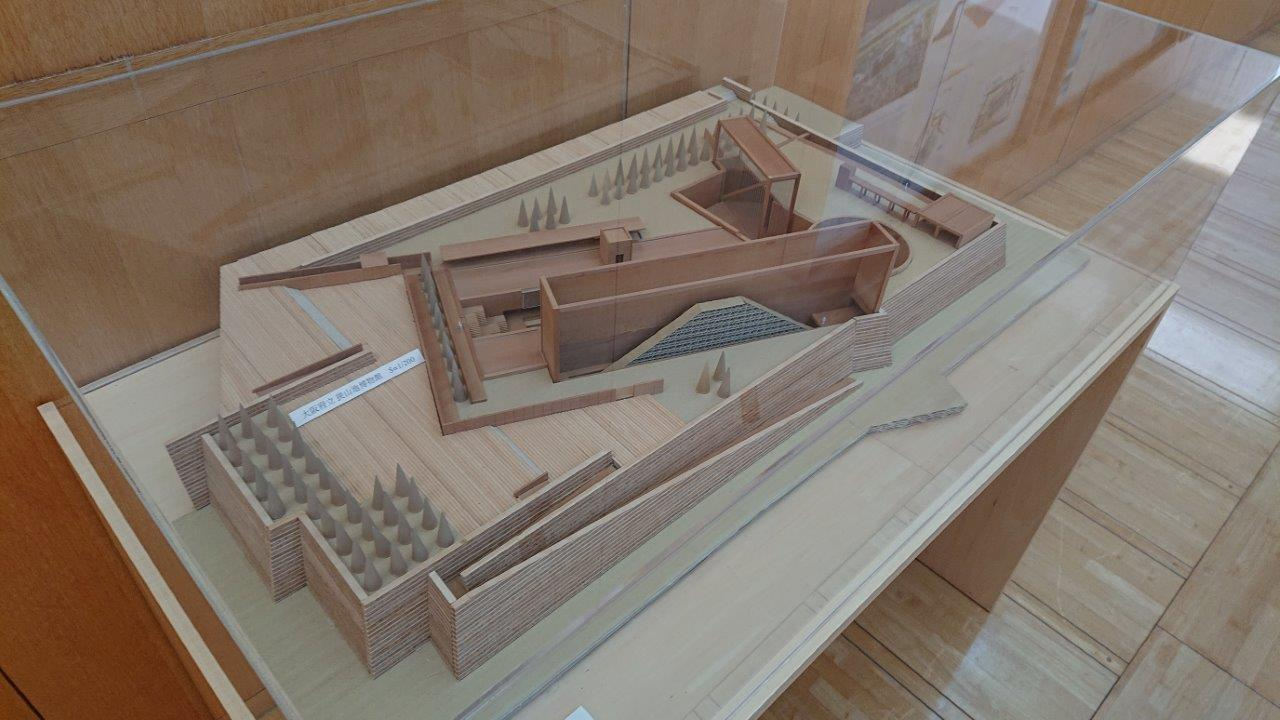
博物館模型

## 展示物ギャラリー

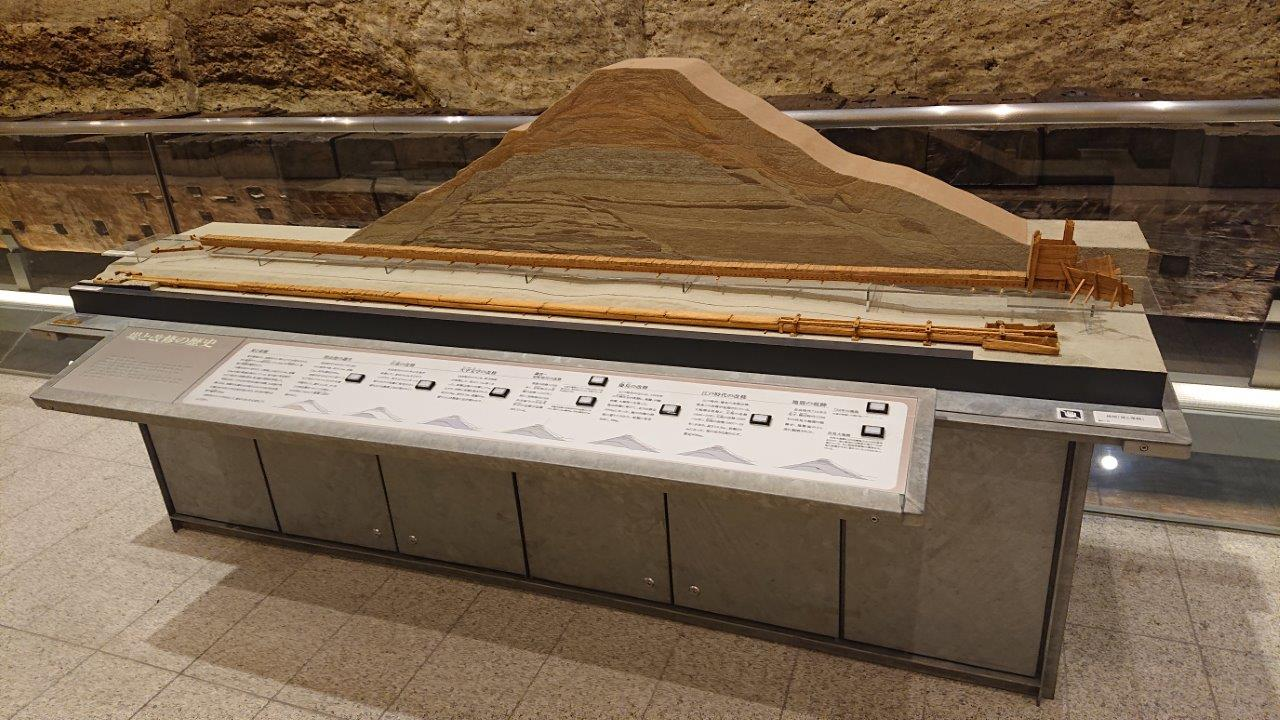
堤体模型
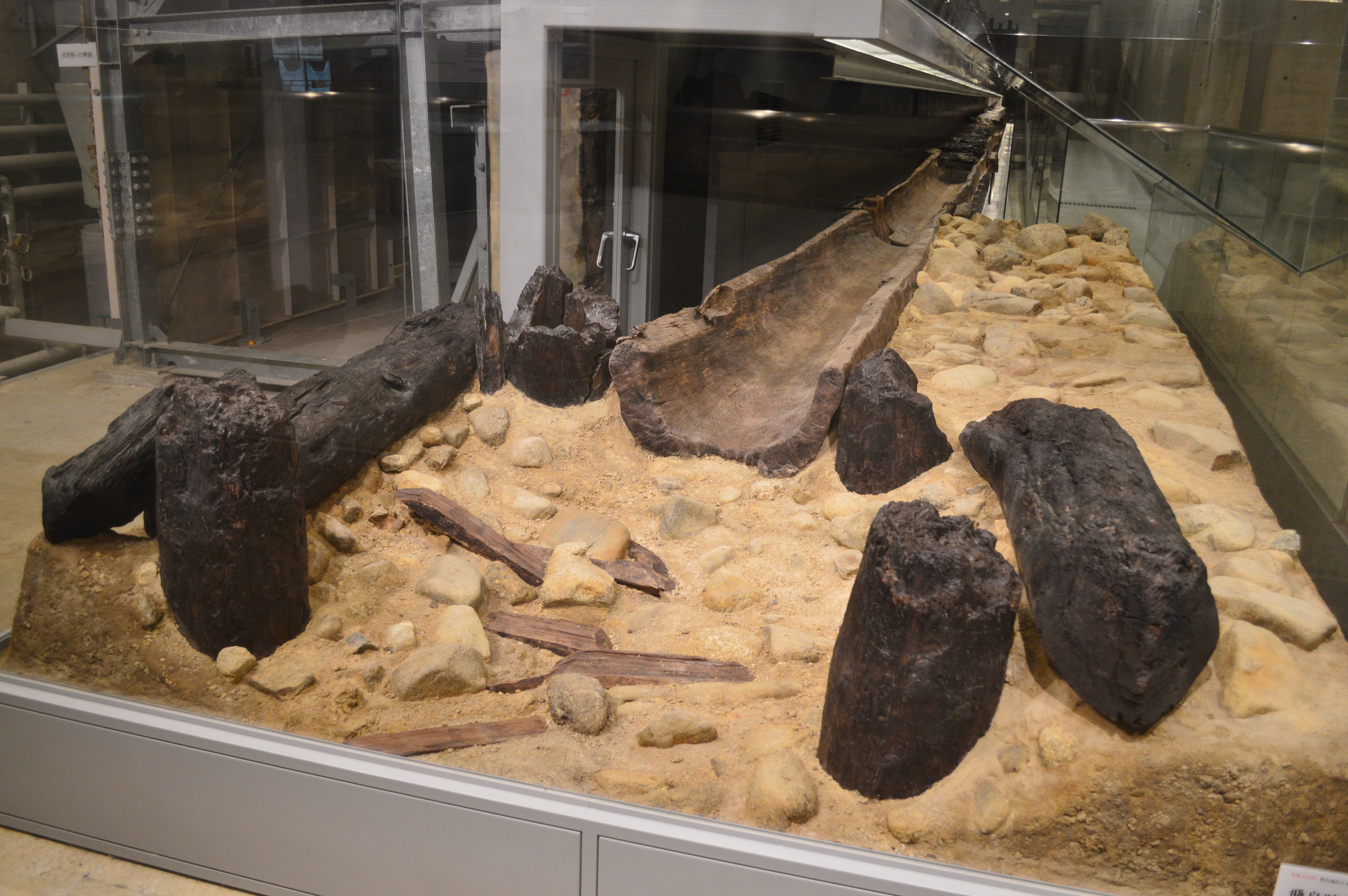
下層東樋 放水部（飛鳥時代当初部材）
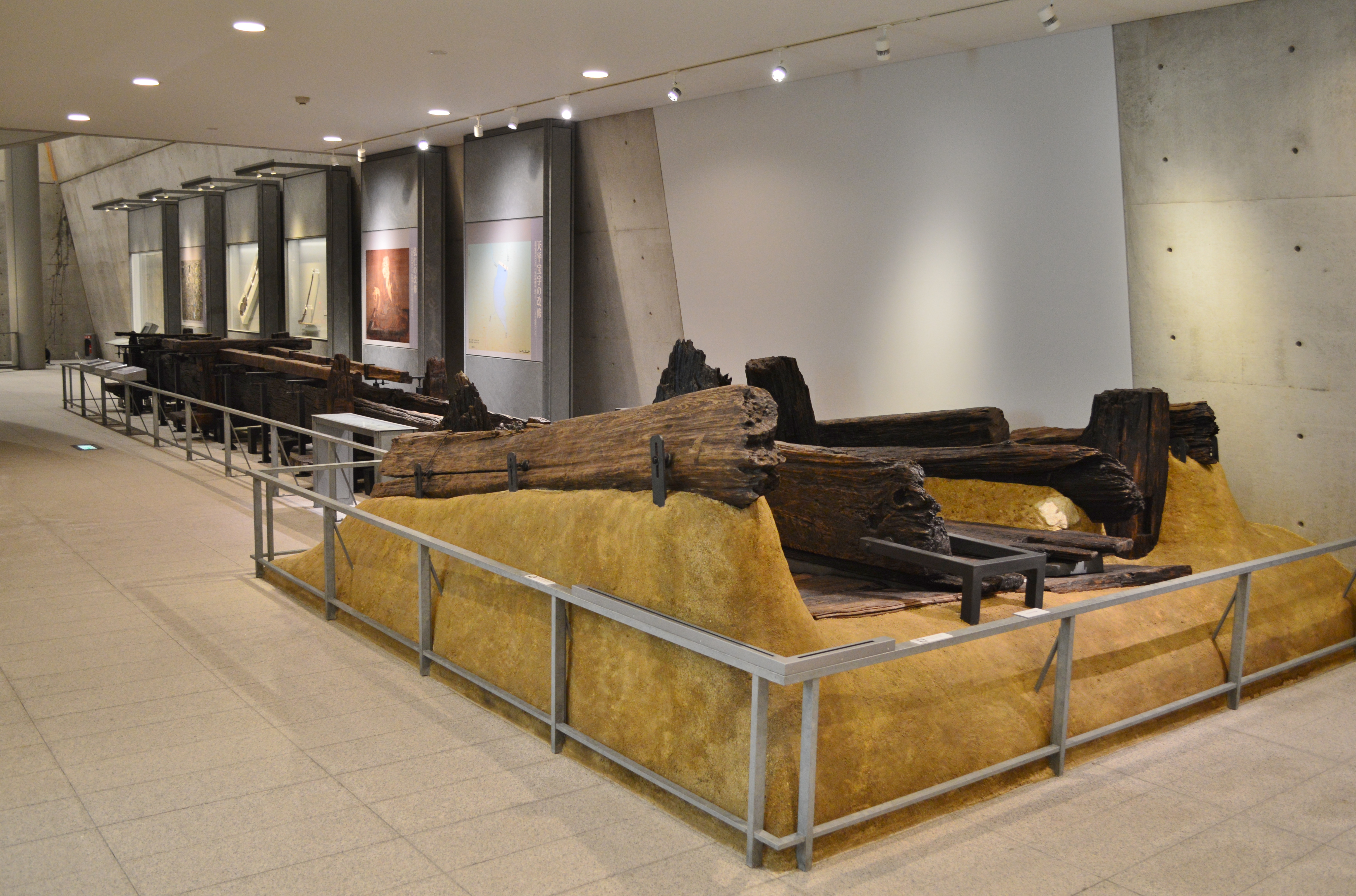
下層東樋取水部（奈良時代増設部材）
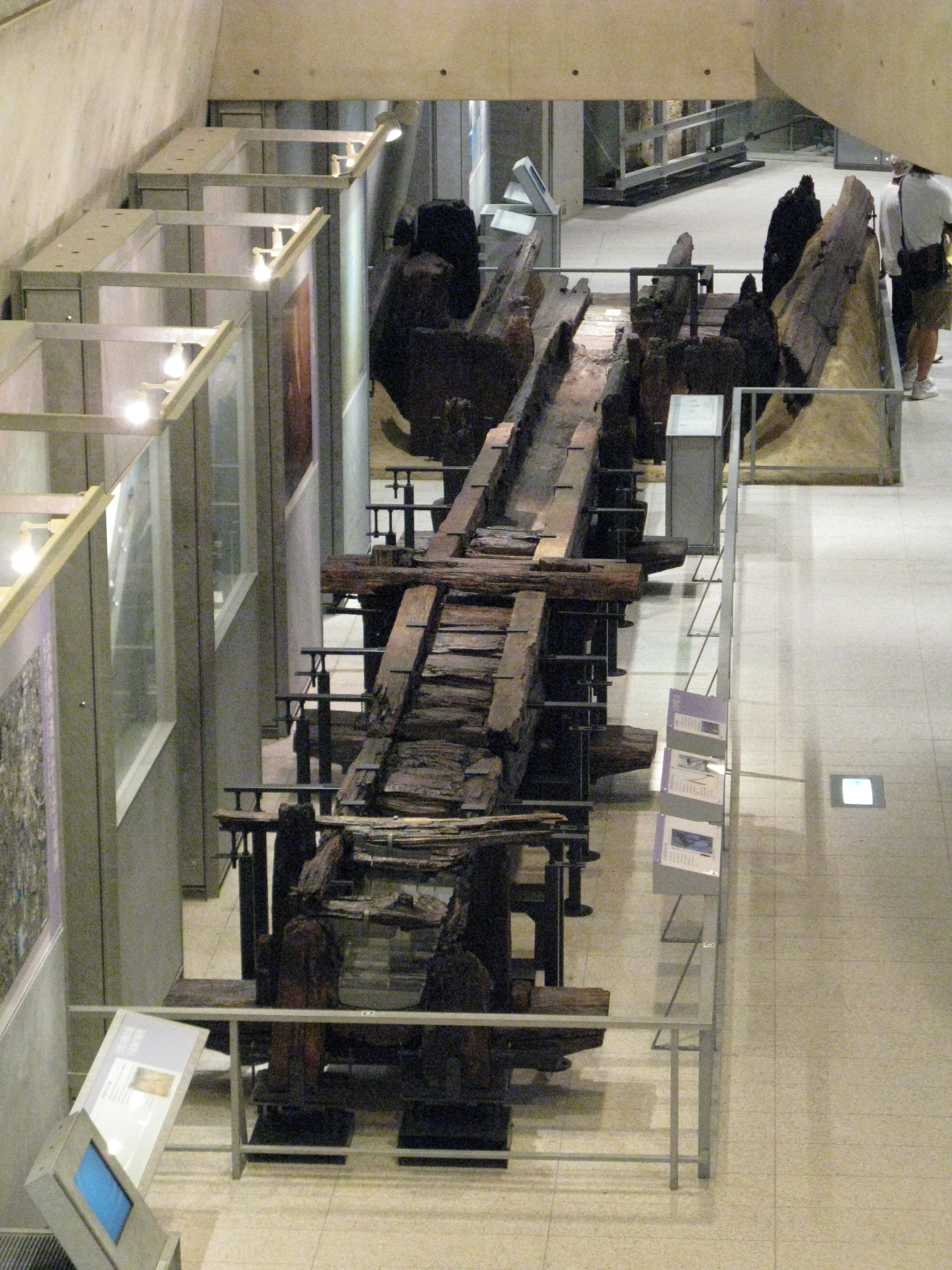
下層東樋取水部（奈良時代増設部材、上から）
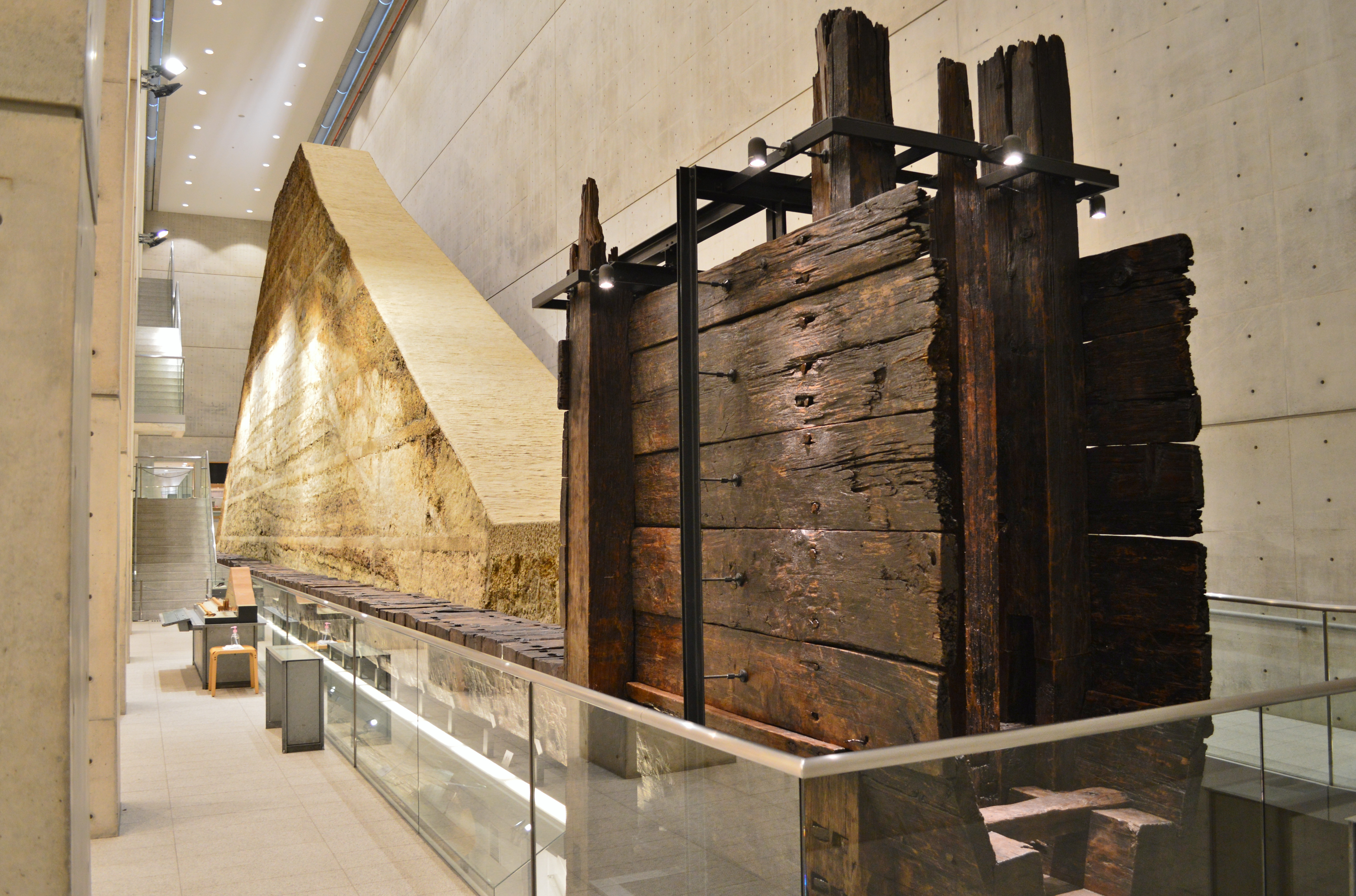
上層東樋 取水部（江戸時代）
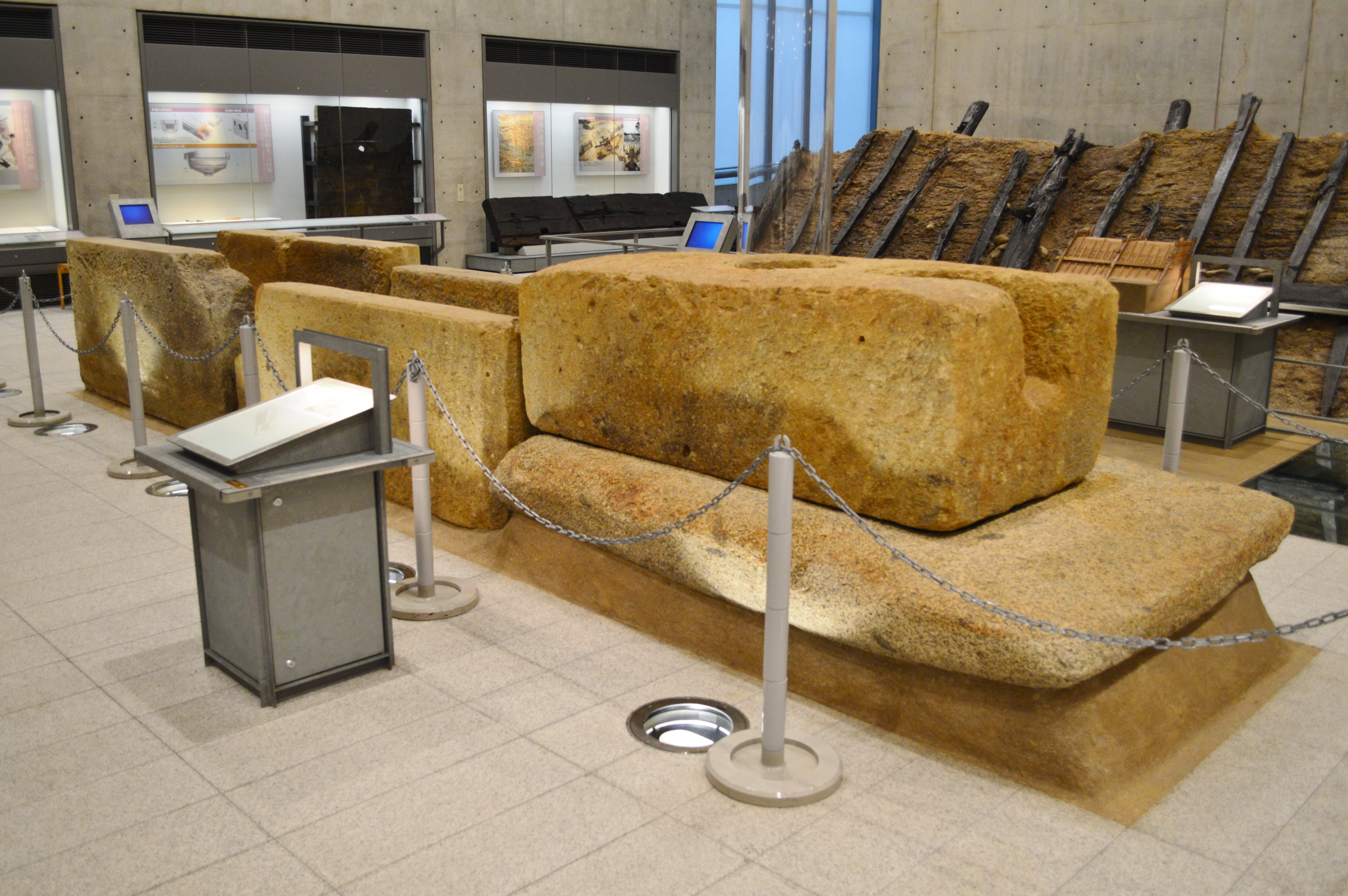
重源の石樋 取水部（鎌倉時代）
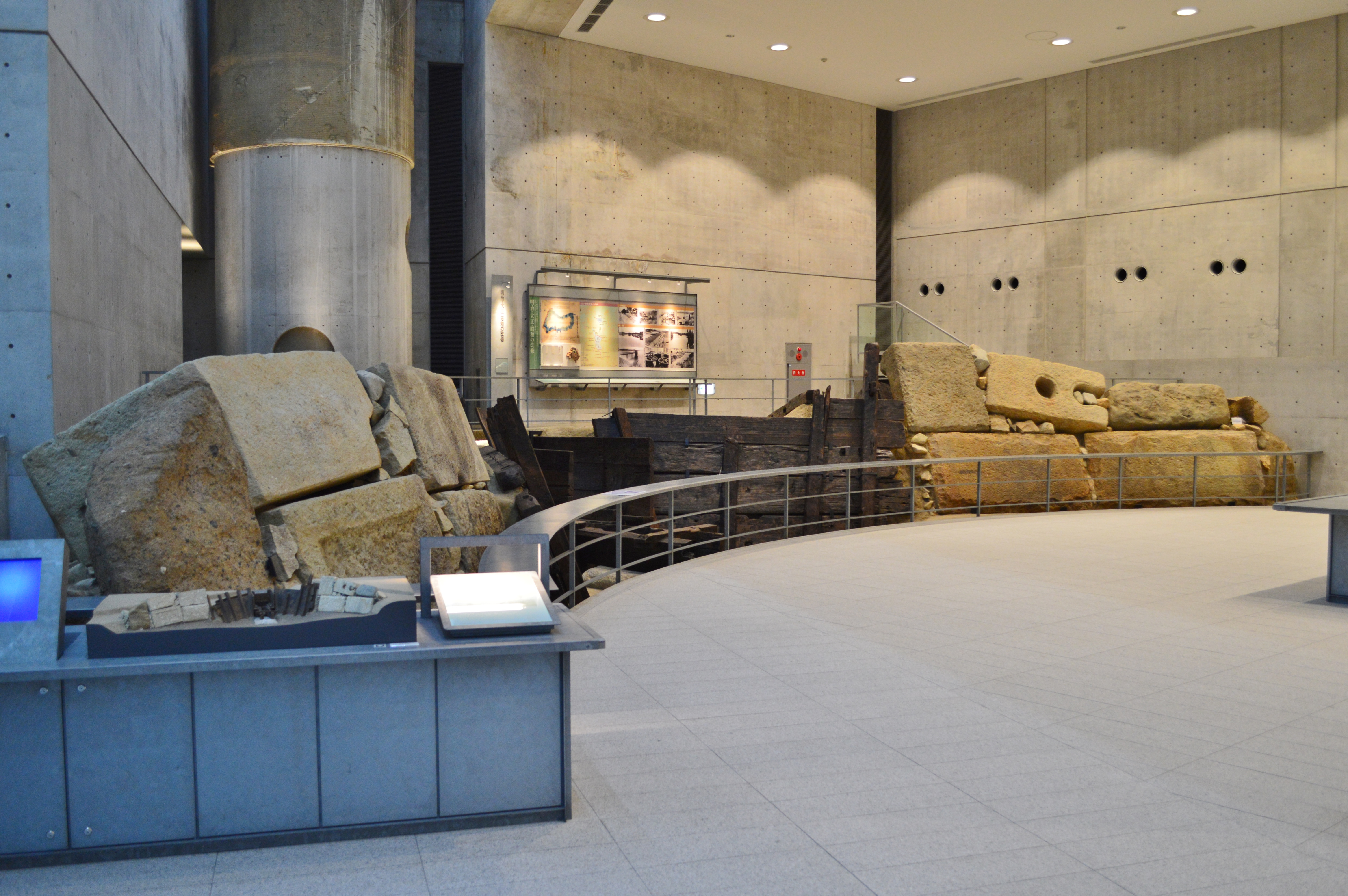
中樋取水部（江戸時代）
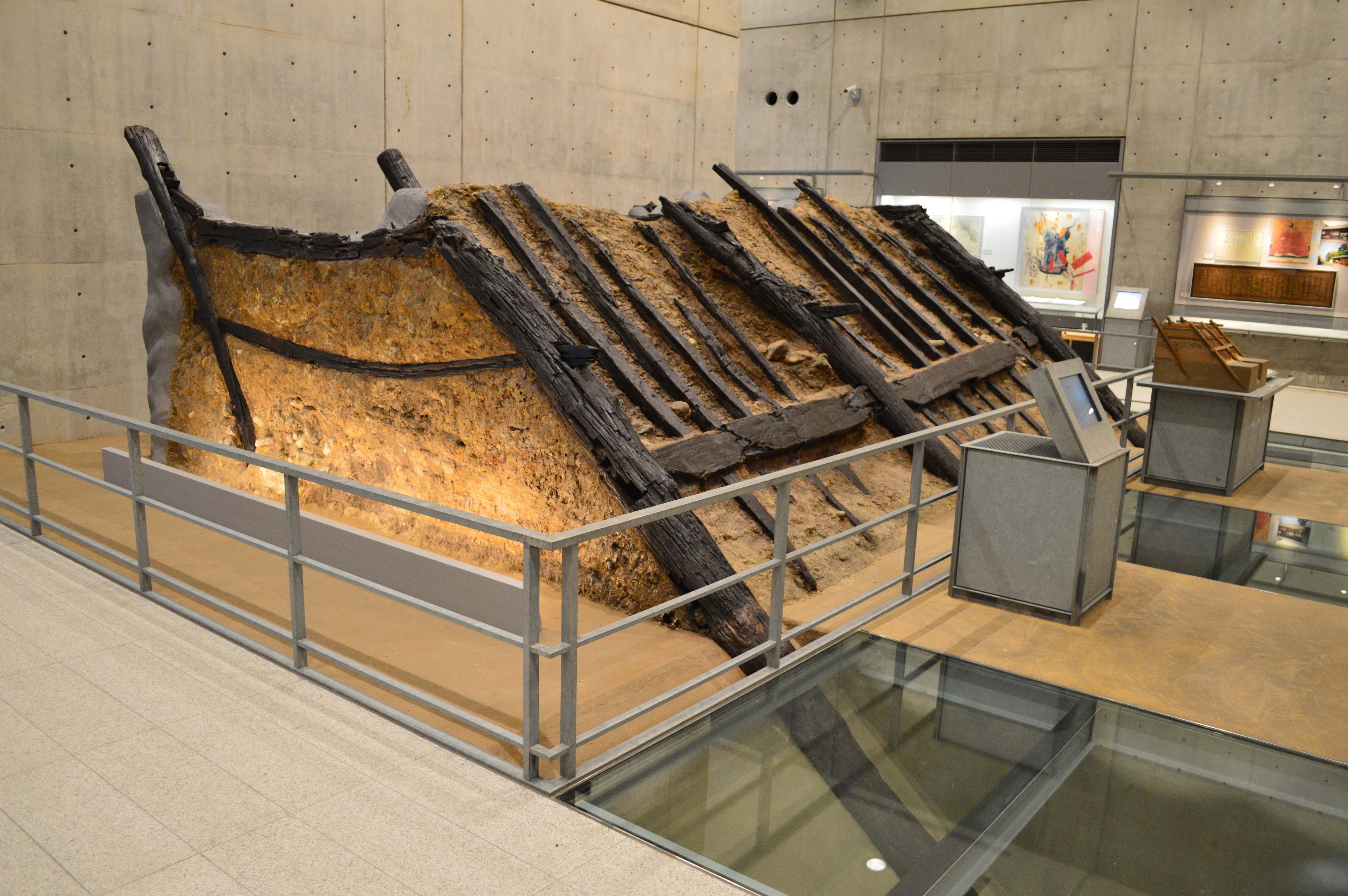
木製枠工（江戸時代）
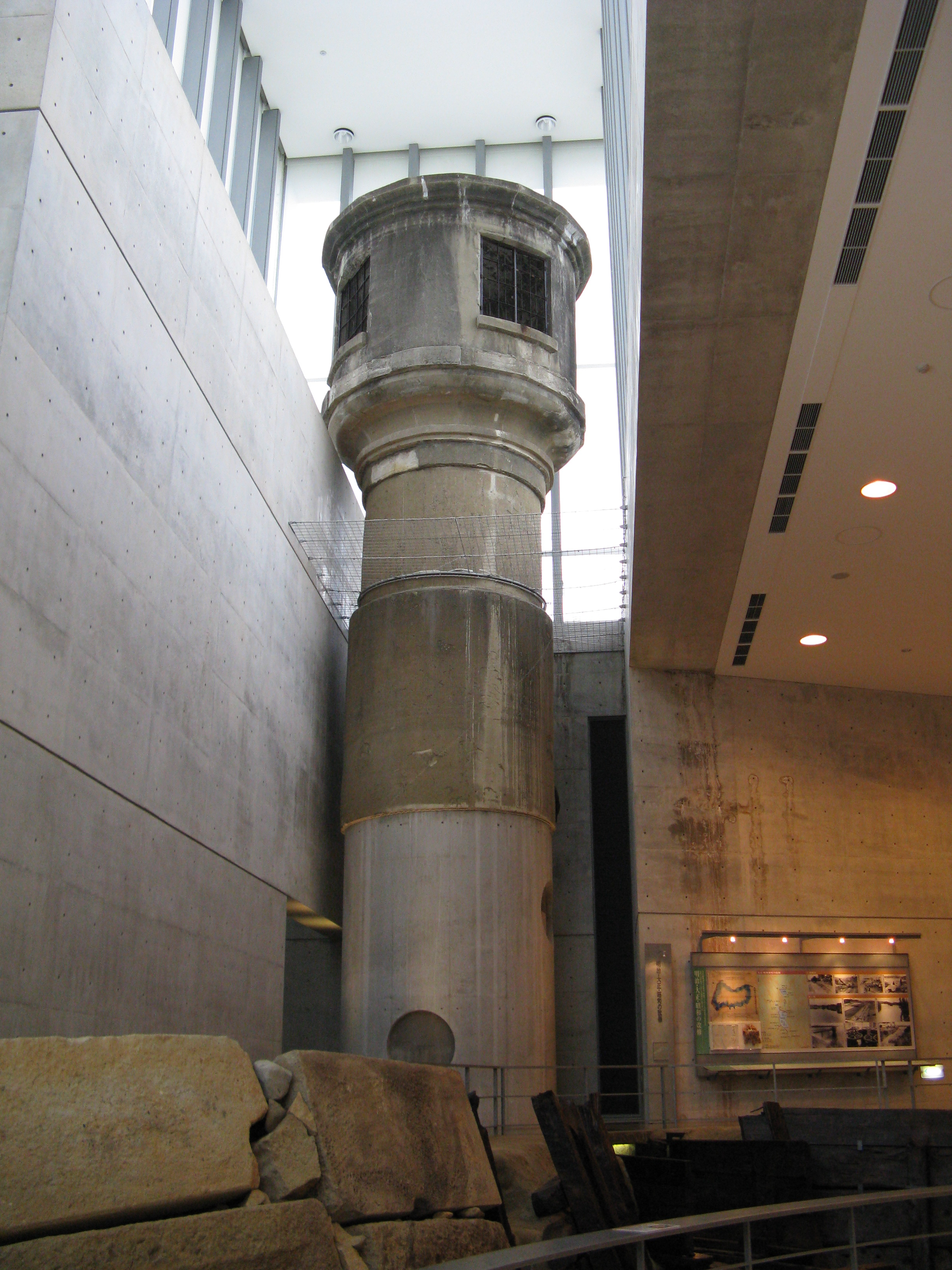
取水塔
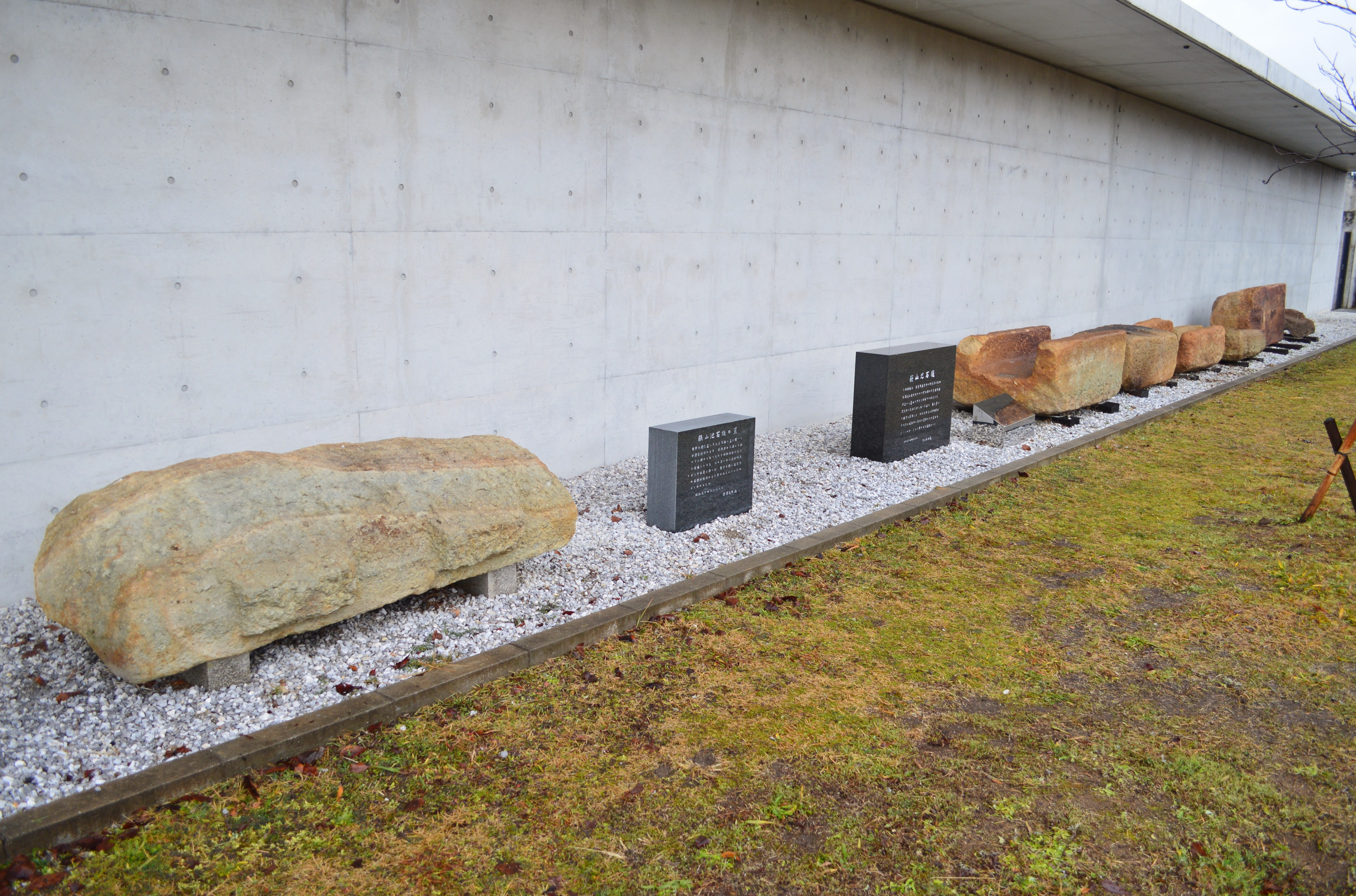
石樋蓋（大阪府指定文化財）・中樋放水部の石棺群（大阪狭山市指定文化財）
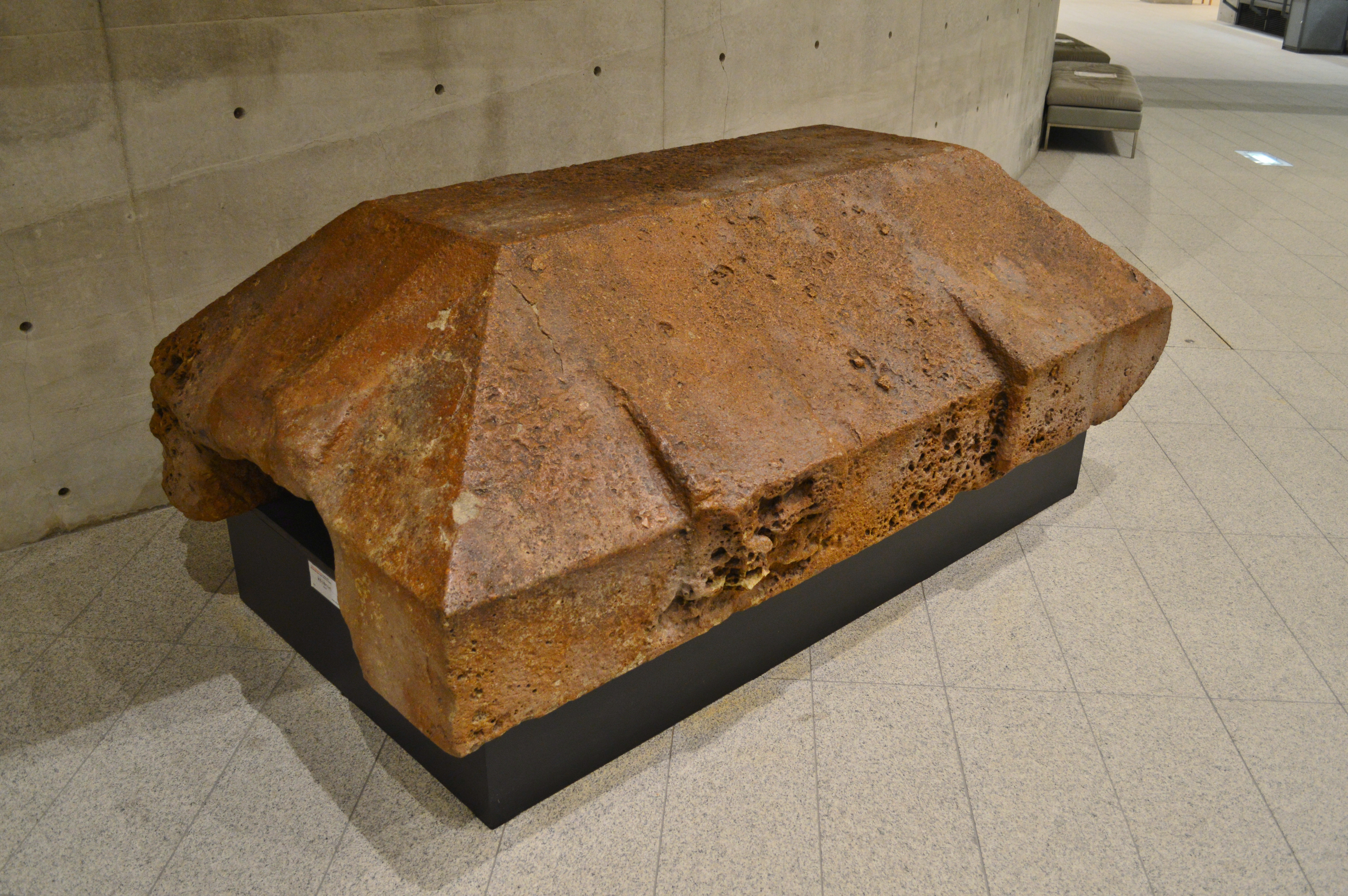
中樋放水部の石棺群のうち家形石棺蓋（大阪狭山市指定文化財）
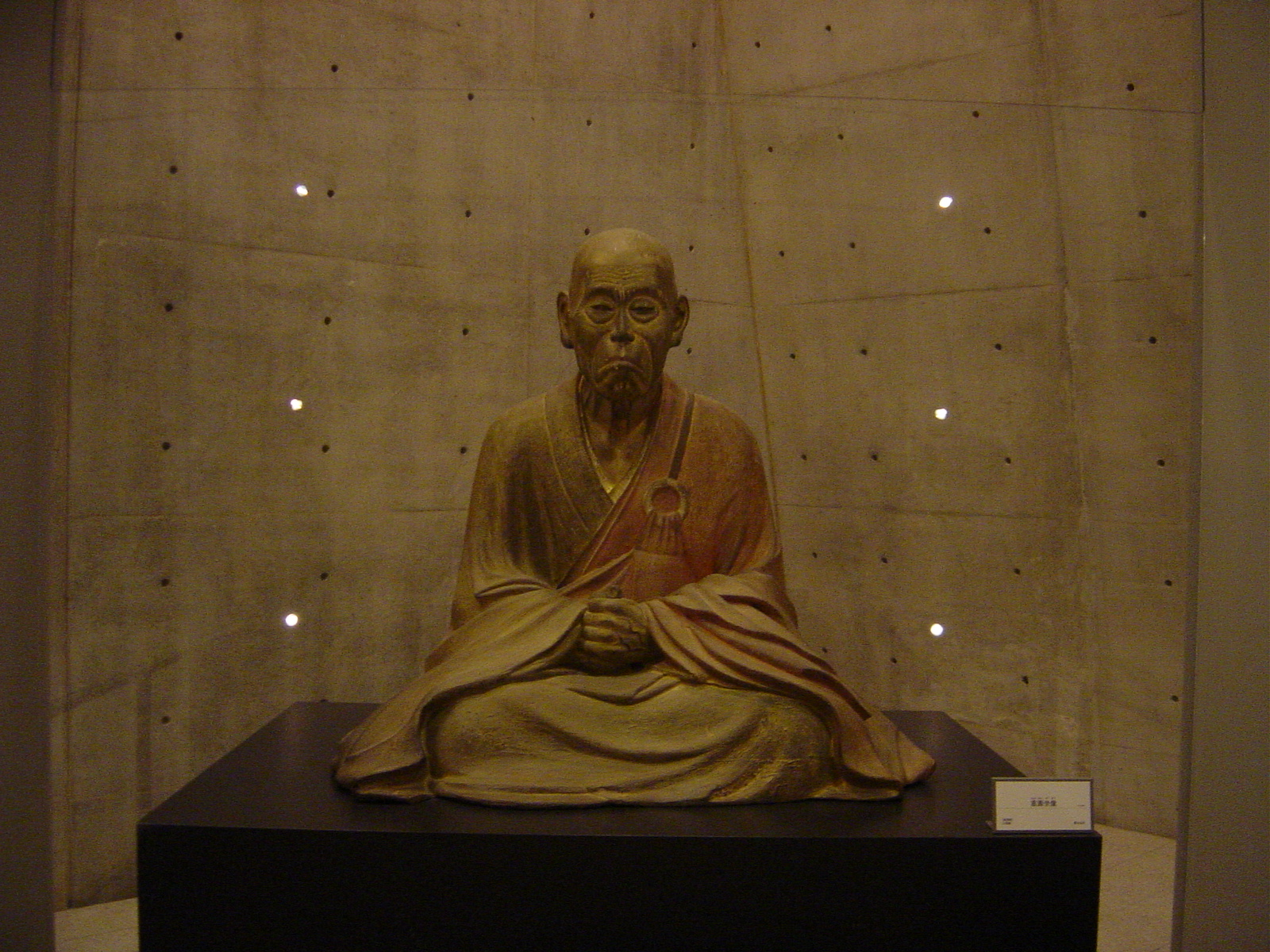
重源坐像（複製）

## その他

### 桜
狭山池は古くから桜の名所としても知られており、博物館敷地を含む池周辺には約1,300本の桜が植樹されている。敷地には開花時期が早いコシノヒガンという品種をはじめ、開花時間の異なる桜が多種植えられていることから、大阪で最も早く開花がみられ、また長く桜が楽しめるとして、3月下旬ころから多くの来館者の姿がみられる。

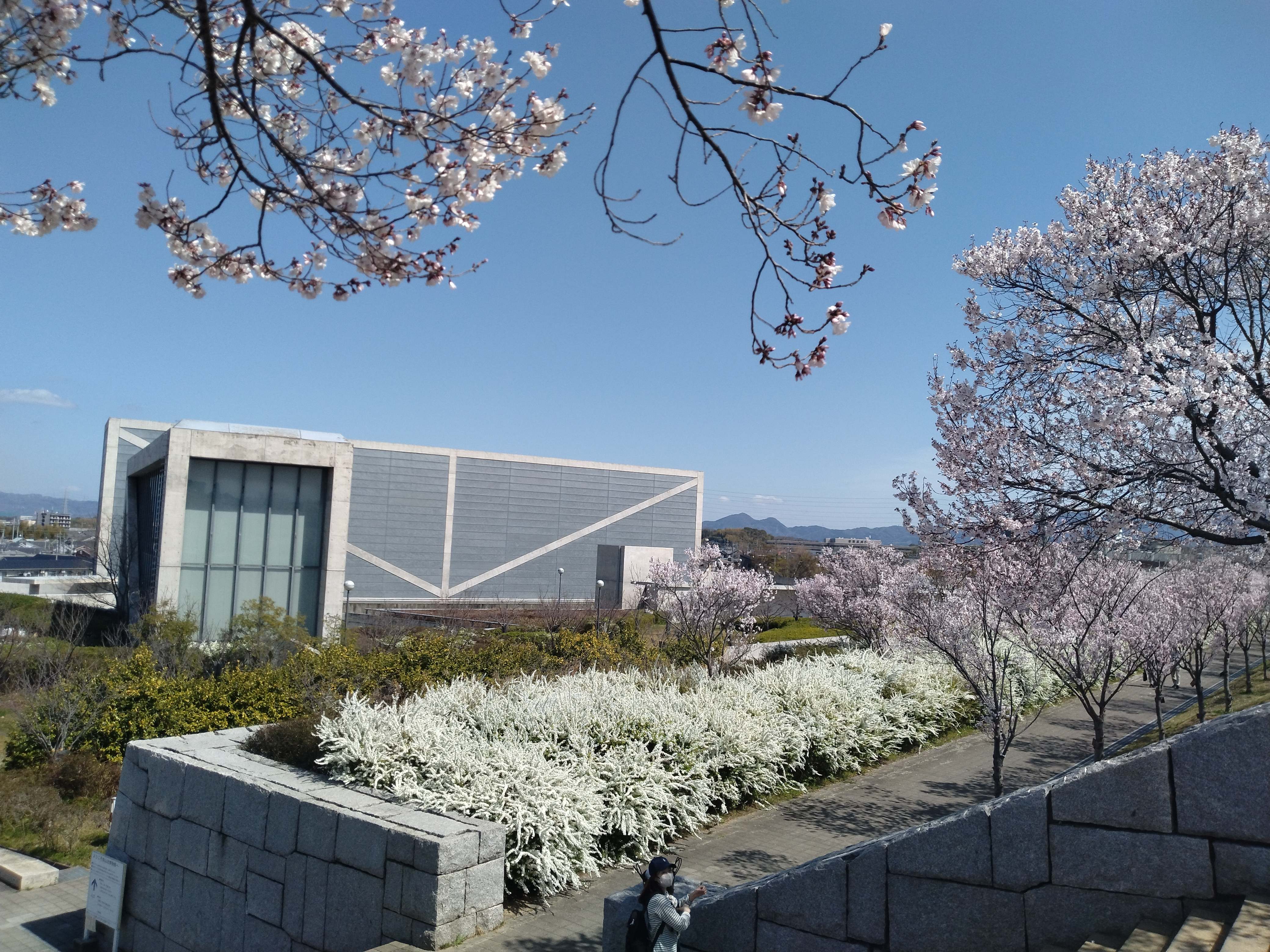
入口階段付近
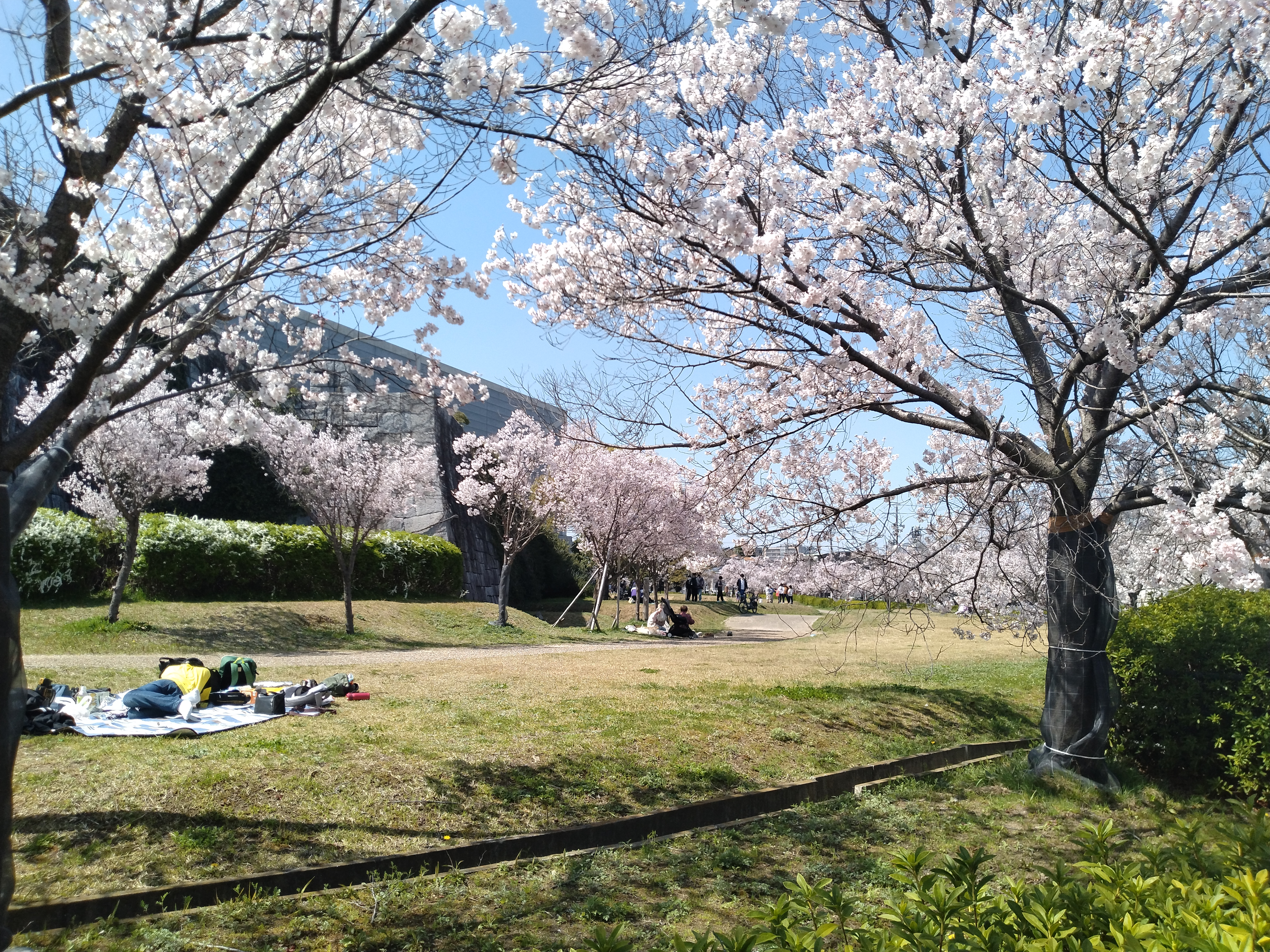
敷地南側
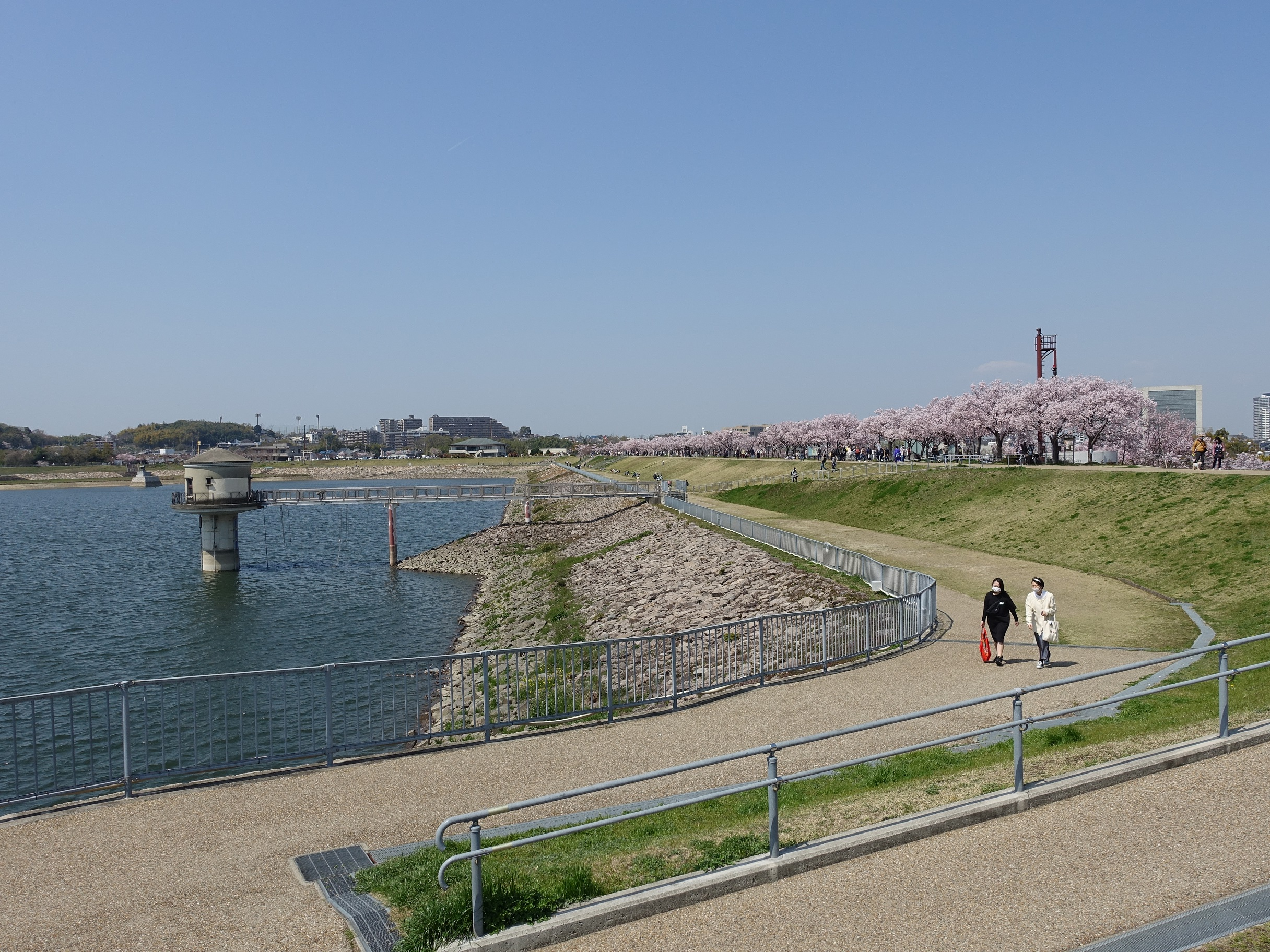
遊歩道付近

### 関連作品
特徴的な安藤建築であり、様々な映像作品の撮影の舞台となっている。
映画
- 『ロストエモーション（英語版）』（2015年のアメリカ映画、原題 Equals） - 未来都市として撮影された多数の安藤建築施設のひとつとして[5]。
- 『科捜研の女 -劇場版-』（2021年9月3日公開） - 「帝政大学」の構内として撮影された[6]。
- 『嘘八百 なにわ夢の陣』（2023年1月6日公開） - 「秀吉博」の会場として、クライマックスシーンの撮影が行われた[7]。

テレビドラマ
- 『DIVER-特殊潜入班-』 第3話（2020年10月6日）[8]
- 『閻魔堂沙羅の推理奇譚』 第1回（2020年10月31日）、第8回（最終回）（2020年12月19日）、NHK総合テレビジョン） - 「閻魔堂」の内部として撮影された[9]。

その他
- 中田英寿/に･ほ･ん･も･の外伝 「狭山池博物館」[10]
- MV『BLOOM feat.TENDRE』（空音、2020年11月）
- パムの唄【原神】（アバンギャルディ、2023年11月）[11]